# Max Speter
Max Speter (* 1. April 1883 in Bistritz, Siebenbürgen; † 30. Juni 1942 in Berlin) war ein deutscher Chemiker und Historiker der Chemie.

## Leben
Max Speter war der Sohn von Johann und Anna Dollberg Speter. Seine Eltern erzogen ihn im jüdischen Glauben und ermöglichten ihm eine breite und tiefgehende Bildung. Er besuchte das Deutsche Gymnasium in Bistritz, das er bereits mit 17 Jahren erfolgreich verließ. Daraufhin verbrachte er ein Semester an der Technischen Hochschule in Budapest, vier Semester in einem ähnlichen Institut in Hannover und zwei in München, wo er schließlich bereits nach insgesamt sieben (anstatt der üblichen acht) Semester sein Diplom in Maschinenbau erhielt. Die wissenschaftliche Karriere Speters begann, als er mit 21 Jahren Assistent von Oskar von Miller, dem Gründer des Deutschen Museums, wurde. Hierbei half er von Miller beim Zusammentragen und Arrangieren von chemischen, physikalischen und mineralogischen Ausstellungen. Auf Grund seiner Zusammenarbeit mit der sich in München befindlichen Gerätefirma von Bender und Hobein besuchte der junge Speter die Universitäten Österreichs, Ungarns, Rumäniens und Serbiens. Er arbeitete auch einige Zeit als Chemiker in Raab (Ungarn), wo er an Melassen, Alkohol und Pottasche arbeitete.
Nach dem Tod seines Vaters wurde Speter Assistent von Richard Joseph Meyer an der Universität Berlin und entwickelte Methoden zu Trennung der Elemente Thorium und Scandium. Er entdeckte eine Trennungsmethode mittels Doppel-Natrium-Scandium-Carbonat, welche gemeinsam mit Meyer publiziert wurde.
In der Verantwortung von Walther Nernst und Hans Heinrich Landolt wurde Max Speter 1910 die Doktorwürde der Universität Berlin verliehen. Das Thema seiner Dissertation, welches er selbst gewählt hatte, war „Lavoisier und seine Vorläufer“.
In der Inflation von 1920 bis 1923 verlor Speter seinen Besitz und hatte eine Stelle als Arbeiter in Pirna inne. Als Leiter eines Lagerhauses erarbeitete und publizierte er ein System zur Lagerung von Schrott. Auf Grund des Fehlens eines Labors betrieb er chemische und elektrostatische Versuche in der Küche seines Hauses in Wehlen an der Elbe.
Ab 1934 wurden Speters Entfaltungsmöglichkeiten auf Grund seiner Konfession von Seiten des Staates eingeschränkt. Dennoch erschienen auch weiterhin wissenschaftliche Beiträge in einigen deutschen sowie ausländischen Zeitschriften. Viele dieser Beiträge erschienen anonym. Am 22. Juli 1937 sollte ein Vortrag Speters über die Geschichte der Chemie im Deutschen Rundfunk ausgestrahlt werden. Der Vortrag wurde zwar aufgezeichnet, jedoch nicht gesendet. Später wurde Speter informiert, dass die Aufzeichnungen zerstört worden seien. Ab 1939 konnte Speter nicht mehr in Deutschland publizieren.
Max Speter nahm sich am 30. Juni 1942 das Leben.

## Schaffen

### Naturwissenschaftliches Wirken
Als Assistent von R. J. Meyer an der Universität Berlin entwickelte Speter ein Verfahren zur Trennung von Scandium und Thorium mittels Doppel-Natrium-Scandium-Carbonat. Die Ergebnisse wurden gemeinsam mit R. J. Meyer veröffentlicht. In den zwei Jahren nach 1910 betrieb Speter zusammen mit einem Freund ein Wolfram-Labor in Berlin-Charlottenburg und entwickelte eine Wolfram-Metallpaste zur Beschichtung von Glühfäden in Glühlampen. Die gezogenen Wolfram-Glühdrähte der General Electric Company verdrängten die beschichteten jedoch vom Markt.
Speter veröffentlichte Arbeiten über die Herstellung von phosphoriger Säure aus Phosphor und Bleichmittel, über die Fällung von Zirconium-Pikrat und über seine elektrostatischen Beobachtungen. Darüber hinaus entwickelte und patentierte er eine Desinfektionslampe.

### Literarisches Wirken

#### Literarische Publikationen
Max Speters Interesse gegenüber Literatur begann schon in seiner Jugend. Während er das Deutsche Gymnasium in Bistritz besuchte, las er alle (übersetzten) Werke von Mark Twain und Grimmelshausens Simplicius Simplicissimus. Dies weckte besonders sein Interesse, so dass er alle seine Werke gründlich studierte. Er verbrachte drei Jahre damit, verschiedene Archive und Bibliotheken in Deutschland, Österreich, Böhmen, Schweiz, England, Frankreich und Schweden zu durchsuchen, um biografische Informationen über Grimmelhausen zu finden. 1927 präsentierte er seine Forschungsergebnisse in Form eines langen Manuskriptes der Gesellschaft der Bibliophilen in Weimar. Ein illustrierter Artikel zum selben Thema erschien acht Jahre später im Philobiblon. 1927 erschien außerdem ein illustrierter Artikel über die letzten Tage des Alchemisten Leonhard Thurneysser in der Zeitschrift für Bücherfreunde.
In der fünften Ausgabe der Zeitschrift für Wissenschaftsgeschichte Osiris veröffentlichte Speter einen 72-seitigen Artikel „Vater Kopp“ über Hermann Kopp. Der Artikel basiert auf den 306 Briefen Kopps an Justus von Liebig, welche Speter in den Liebig-Archiven in München entdeckt hatte.
1909 veröffentlichten Speter und E. Ichenhäuser eine Broschüre über Jean Reys Experimente über die Kalzinierung von Zinn und Blei. Im Jahr darauf editierte Speter die physisch-chemischen Artikel von Michail Wassiljewitsch Lomonossow und übersetzte mit V. Ortwed S.M. Jörgensens Buch über die Entdeckung des Sauerstoffs vom Dänischen ins Deutsche.
1911 erschien die Erstauflage von Speters erstem Buch „Die chemischen Grundstoffe“. Sie war der achte Teil einer Serie für Reclams Universal-Bibliothek. Die zweite Auflage erschien 1914. 1913 brachte Speter ein Buch über „Die chemische Verwandtschaft und ihre Beziehungen zu den übrigen Energieformen“ heraus.
Im „Buch der großen Chemiker“ sind sieben Kapitel (die über Hermann Boerhaave, Étienne François Geoffroy, Andreas Sigismund Marggraf, Franz Carl Achard, Joseph Black, Antoine Laurent de Lavoisier und Thomas Graham) enthalten, die von Speter stammen.

#### Wissenschaftliche Publikationen
Max Speter veröffentlichte eine Vielzahl an Artikeln in chemischen sowie technischen Fachzeitschriften, die sich mit Superphosphaten, Kunststoffen, Zuckern, wissenschaftlichen Apparaturen, Lebensrettungs-Ausrüstung, Explosivstoffen und Fotografie beschäftigten. Einige der Artikel über Superphosphat wurden dreispaltig abgedruckt: in Deutsch, Französisch und Englisch. Seine Artikel erschienen außer in deutschen Zeitschriften auch in Österreich, Ungarn, den Niederlanden und den Vereinigten Staaten.
Für die Artikelserie für die Fachzeitschrift Superphosphate studierte Speter Patente, wissenschaftliche Notizen und Fachartikel von 16 Naturwissenschaftlern, die sich mit primärem Calciumorthophosphat und seiner industriellen Nutzung als Dünger, beschäftigt hatten. Die Artikel waren außerdem mit kompletten Biografien und detaillierten Erklärungen versehen. 1927 und 1928 beschäftigte sich Speter mit elektrostatischen Ladungen, welche in Kunststoffen durch Reibung auftreten. Er veröffentlichte mehrere Artikel in den Fachzeitschriften Kunststoffe, Nitrocellulose und Plastische Massen über das elektrostatische Verhalten von Seide, Kunststoffen und Textilien wie Celanese, Schießbaumwolle, Ethylcellulose, Acetylcellulose, und Benzylcellulose. Zur einfachen Überprüfung der Elektrostatik von Kunststoffen entwarf Speter ein Elektrometer. Er veröffentlichte 1933 einige seiner Experimente auf diesem Gebiet in der Kölnischen Zeitung.
Mehrere Jahre studierte Speter die Geschichte der Zuckerherstellung und -verarbeitung. 1932 beschrieb er die Experimente von Francis Bacon, Otto von Guericke und C. W. Joch zur Tribolumineszenz von Zucker. 1936 berichtete er über die medizinische Anwendung von Zucker im Mittelalter. Er zeigte auch, dass Liebig und einer seiner Kollegen 1834 Zucker aus sieben verschiedenen Ahornarten herstellten und wie sie empfahlen, diese Ahornarten extensiv anzupflanzen, um Deutschlands Zuckerproduktion autark zu machen. Speter zeigte jedoch gleichzeitig, dass die Verarbeitung von Zuckerrüben einen größeren Nutzen erbringt, indem er A. S. Marggravs Forschung über die Extraktion von Zucker aus Zuckerrüben beschrieb. 1938 veröffentlichte Speter im Centralblatt für die Zuckerindustrie eine illustrierte Darstellung von Franz Carl Achards Experimenten zur Gewinnung von Zucker aus der Rübe sowie eine detaillierte Bibliografie über mehr als 200 Beiträge Achards in Die Deutsche Zuckerindustrie.
Ein weiteres Interessensgebiet Speters waren Sprengstoffe. In der Deutschen Zündwaren-Zeitung beschrieb er Sigismund Friedrich Hermbstädts chemische Zunderbüchsen, welche vor 1816 aus Frankreich nach Deutschland kamen. In regelmäßigen Beiträgen in der Zeitschrift für das gesamte Schiess- und Sprengstoffwesen veröffentlichte er die Detonationsexperimente von Fourcroy und Vauquelin mit Kaliumchlorat; erklärte einige Explosionen, welche in Artikeln aus dem neunzehnten Jahrhundert beschrieben wurden, diskutierte die Geschichte von Gas als Kampfstoff in Kriegen und beschrieb die Herstellung und die sorgfältige Verpackung für den Transport von John Walkers Streichhölzern. In derselben Zeitschrift veröffentlichte er 1936 eine illustrierte Übersetzung aus dem Ungarischen über „Die Geschichte der Streichhölzer bis zum Ende des neunzehnten Jahrhunderts“ von Professor Ladislaus von Szathmáry.
Max Speters Zusammenarbeit mit der Firma für Gerätebau von Bender und Hobein in München weckte in ihm ein lebenslanges Interesse für wissenschaftliche Apparaturen und ihre Geschichte. 1908 veröffentlichte er seinen ersten Artikel in der Chemiker-Zeitung über die Geschichte des „Liebig“-Kondensators. In einem illustrierten Artikel über die Nutzung von Waagen und Gewichten durch Lavoisier entlarvte er die Behauptung, dass Lavoisier der erste gewesen sei, der sich dieser in chemischen Experimenten bedient hatte, als falsch. Er zeigte, dass bereits Stephen Hales, Joseph Black, Andreas Sigismund Marggraf, Pierre-Joseph Macquer und Henry Cavendish vor Lavoisier Waagen und Gewichte in ihren Experimenten nutzten.
Einige Jahre lang war Speter Berater und Mitarbeiter der Draeger-Hefte und anderen Publikationen der Dräger-Werke in Lübeck, welche Pulmotoren, Respiratoren und andere Notfall-Ausrüstung herstellten. In seinen Beiträgen zeichnete er die historische Entwicklung von Beatmungsgeräten nach und beschrieb die Respiratoren verschiedener Forscher und Hersteller. Seine Artikel über das verbesserte Beatmungsgerät von Jan Ingen-Housz und über Payernes Experimente und Patente zur Luftreinigung in stickigen Umgebungen wurden im Juni 1934 am vierten International Life-Saving Congress vorgestellt und anschließend in mindestens vier Auflagen veröffentlicht.

## Werke
- Lavoisier und seine Vorläufer. Eine historisch-kritische Studie. Verlag von Ferdinand Enke, Stuttgart 1911.
- Die chemischen Grundstoffe. Reclam, Leipzig 1911, 2. Auflage 1914.
- Die chemische Verwandtschaft und ihre Beziehungen zu den übrigen Energieformen. Reclam, Leipzig 1913.
- Jan Ingen-Housz’ „verbessertes“ Sauerstoff-Inhalierungsgerät (1783–1784) und dessen Ausgestaltung durch Paskal Joseph Ferro (1783/84). Payernes Versuche und Patente (1842/43) zur Vergütung von Atemluft in hermetisch oder sonst atembehinderten Räumen. Drägerwerk, Lübeck 1934, erschienen in Wissenschaftliche Mitteilungen des Drägerwerks. Heft Nr. 5, Lübeck 1934.
- Bio-, Biblio- und Psychographisches von und über Hermann Kopp (1817–1892). In: Osiris, Band 5, 1938, S. 392–460.